# Économie de la Zambie
L'économie de la Zambie a connu l'une des croissances les plus rapides d'Afrique et de la Communauté de développement de l'Afrique australe (SADC). Les performances économiques de la Zambie ont stagné ces dernières années en raison de la baisse des prix du cuivre, d'importants déficits budgétaires et des pénuries d'énergie. L'économie dépend de l'extraction minière depuis les années 1920, en particulier du cuivre,.
La Zambie est l'un des pays les plus urbanisés d'Afrique subsaharienne. Environ la moitié des 16 millions d'habitants du pays sont concentrés dans quelques zones urbaines disséminées le long des principaux axes de transport, tandis que les zones rurales sont sous-peuplées.
Le cuivre et le cobalt comptent parmi les principales exportations de la Zambie, mais elle exporte aussi le coton, le café, les fleurs fraîches, le tabac Burley, les pierres précieuses et le maïs. La Zambie est autorisée à exporter des marchandises en franchise de droits vers les États-Unis en vertu de la Loi sur la croissance et les opportunités économiques en Afrique (AGOA) ; cette loi permet aux pays d'Afrique subsaharienne éligibles d'exporter plus de 6 400 produits vers les États-Unis.

## Histoire
Le système économique zambien est unitaire, car le gouvernement de Frederick Chiluba (1991-2001), arrivé au pouvoir après des élections démocratiques multipartites en novembre 1991, s'était engagé dans une vaste réforme économique.
La transformation économique de la Zambie vers un système de libre marché a commencé vers la fin de 1991, suite à un changement de gouvernement. Pour faire face à une grave crise économique, le gouvernement a accepté d'engager d'importantes réformes économiques afin d'obtenir des prêts indispensables de la Banque mondiale et du FMI.
Le 2 janvier 2002, Levy Mwanawasa du MMD a remporté l'élection présidentielle qui, selon de nombreux observateurs, avait en réalité été remportée par l'opposition. En janvier 2003, le gouvernement zambien a informé le Fonds monétaire international et la Banque mondiale qu'il souhaitait renégocier certains des critères de performance convenus appelant à la privatisation de la Zambia National Commercial Bank et des services publics nationaux de téléphone et d'électricité.
En septembre 2011, le social-démocrate Michael Sata a mené le Front patriotique (PF) à la victoire, s'engageant à améliorer les conditions de travail de ses employés zambiens. Bien que connu pour son opposition antérieure aux investissements chinois, il a annoncé son changement de perspective avant sa victoire électorale. Sata est décédé le 28 octobre 2014 et a été remplacé par Edgar Lungu. Cette période a été marquée par un essor des infrastructures avec le développement de la centrale électrique de Kafue Gorge Lower, de deux stades polyvalents, le stade Levy Mwanawasa et le stade National Heroes, l'agrandissement des aéroports internationaux Kenneth Kaunda, Harry Mwanga Nkumbula et Simon Mwansa Kapwepwe, ainsi que le projet Pave Zambia 2000 visant à créer et à réparer d'importantes routes urbaines dans tout le pays.
Malheureusement, cela s'est accompagné d'un coût de dette énorme qui a ralenti l'économie et aggravé par la corruption et la pandémie de COVID-19 a entraîné une faible croissance du PIB et une récession en 2019 et 2020 respectivement. Le PIB de la Zambie est passé de 29 milliards de dollars américains à 19 milliards de dollars américains et sa dette est passée de 16 % à 140 % du PIB entre 2010 et 2020. En novembre 2020, la Zambie est devenue le premier pays d'Afrique à faire défaut de paiement à l'ère du coronavirus lorsqu'elle a choisi de se retirer d'un remboursement d'euro-obligations de 42,5 millions de dollars américains.
En août 2021, Le gouvernement du Parti uni pour le développement national (UPND) de Hakainde Hichilema a présenté un budget ambitieux qui comprenait une augmentation du Fonds de développement des circonscriptions (CDF) de 1,6 million de ZMW (91 000 USD) à 25,7 millions de ZMW (1,5 million USD) pour chacune des 156 circonscriptions de la Zambie et sa décentralisation vers ces circonscriptions. L'espoir est que cela générera une croissance de l'emploi en plus de l'emploi ciblé par le gouvernement de 30 000 nouveaux enseignants et 11 200 agents de santé. À la mi-juillet 2022, le gouvernement a recruté 30 496 enseignants. Fin juillet 2022, 11 276 agents de santé, médecins, infirmières et personnel auxiliaire comme des chauffeurs, ont été recrutés par le gouvernement.
Dans le but de permettre à la Zambie de produire 3 millions de tonnes de cuivre par an au cours des 10 prochaines années, le gouvernement a réintroduit la déductibilité des redevances minières aux fins de l'impôt sur les sociétés,.
En juillet 2022, pour faire face à ses difficultés d'endettement, le gouvernement zambien a demandé aux créanciers de prêts non décaissés de faciliter l'annulation officielle de prêts estimés à environ 2 milliards de dollars américains. Les projets déjà en cours seraient désormais financés par les recettes publiques,.

## Transport
Deux routes transafricaines traversent la Zambie:
- Transafricaine 4, Le Caire - Le Cap
- Transafricaine 9 (en), Beira - Lobito

## Agriculture
Le secteur agricole représentait 2,7 % du PIB en 2019. L'agriculture représentait 85 % de l'emploi total (formel et informel) en 2000. Le maïs est la principale culture commerciale ainsi que l'aliment de base. D'autres cultures importantes comprennent le soja, le coton, le sucre, les graines de tournesol, le blé, le sorgho, le mil perlé, le manioc, le tabac et diverses cultures maraîchères et fruitières. La floriculture est un secteur en croissance, et les exportations agricoles non traditionnelles rivalisent désormais avec l'industrie minière en termes de recettes en devises. La Zambie a le potentiel d'augmenter considérablement sa production agricole ; actuellement, moins de 20 % de ses terres arables sont cultivées. Dans le passé, le secteur agricole a souffert de la faiblesse des prix à la production, des difficultés de disponibilité et de distribution du crédit et des intrants, et de la pénurie de devises.

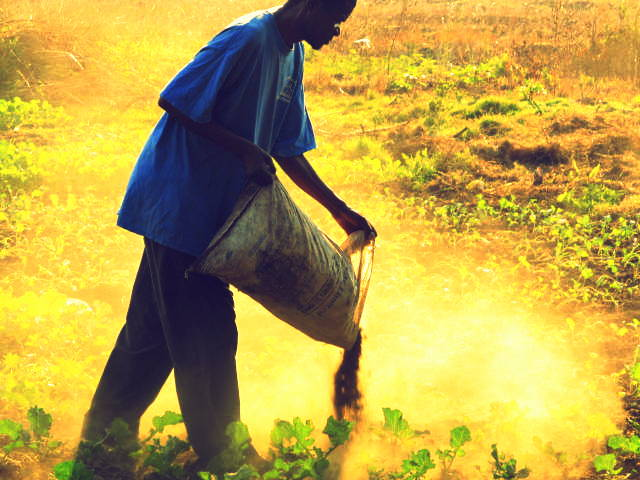
Manure dans des plaines inondées, 2015.
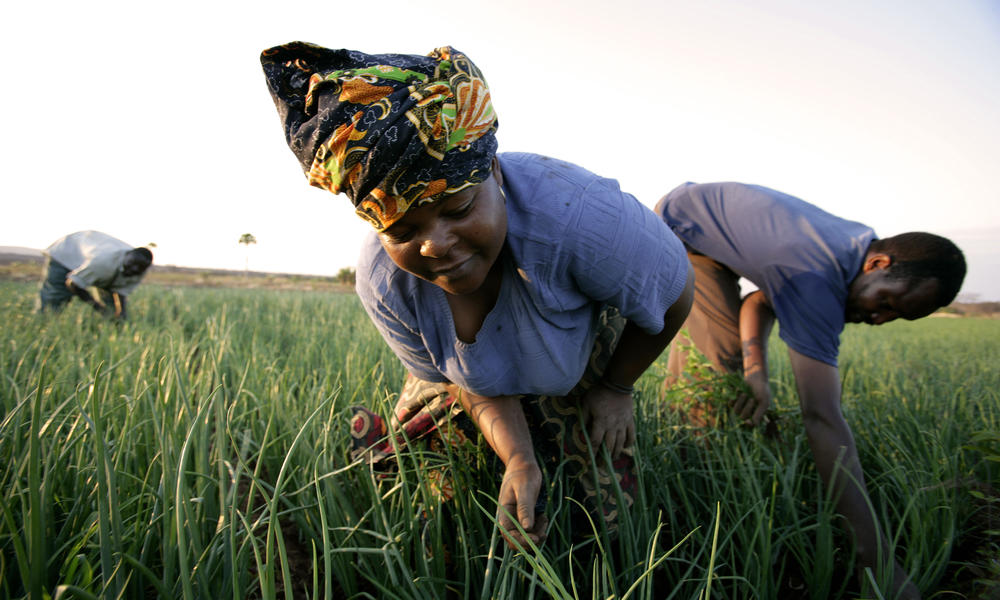
Retrait des mauvaises herbes, 2017
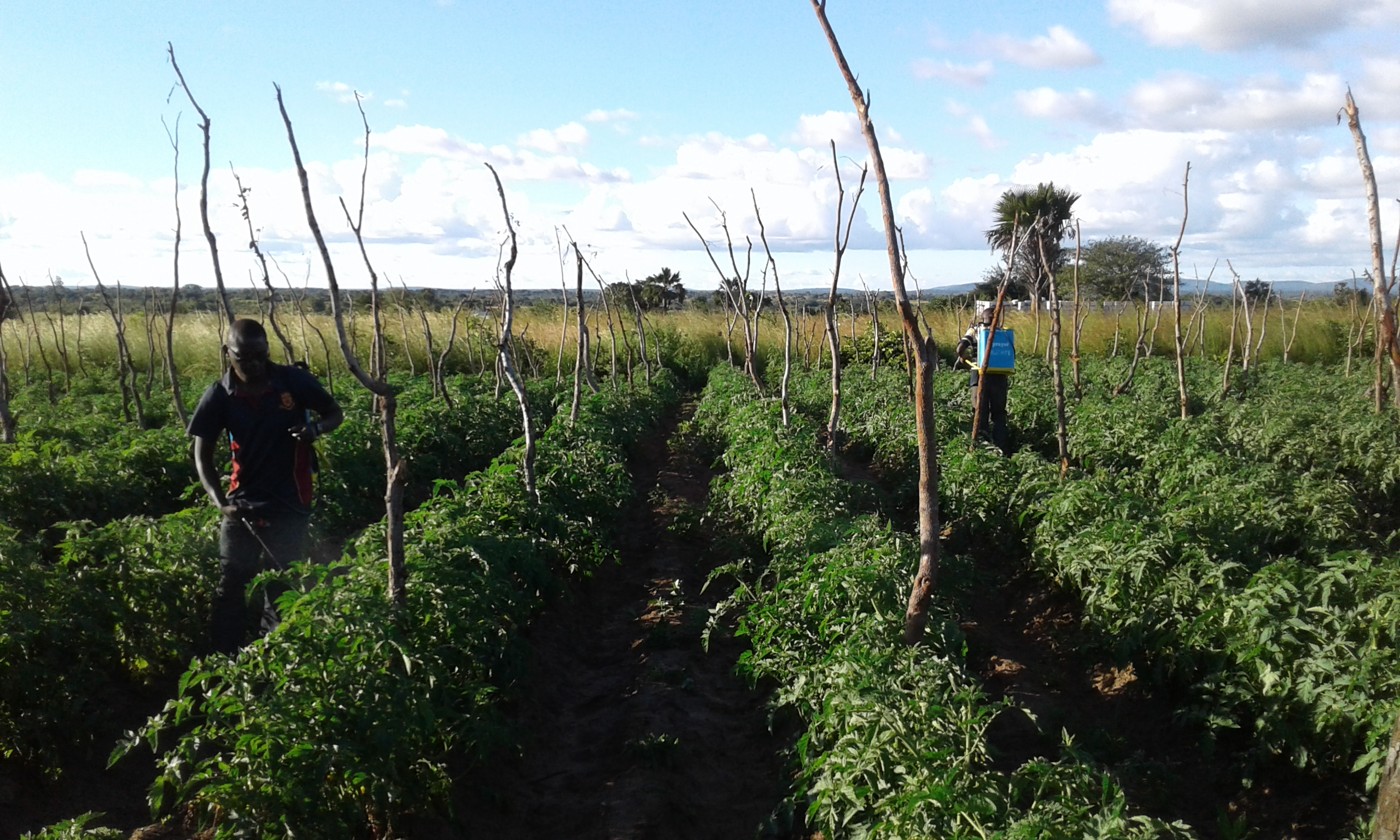
Traitement pesticide et anti-champignons de plants de tomate, mars 2017
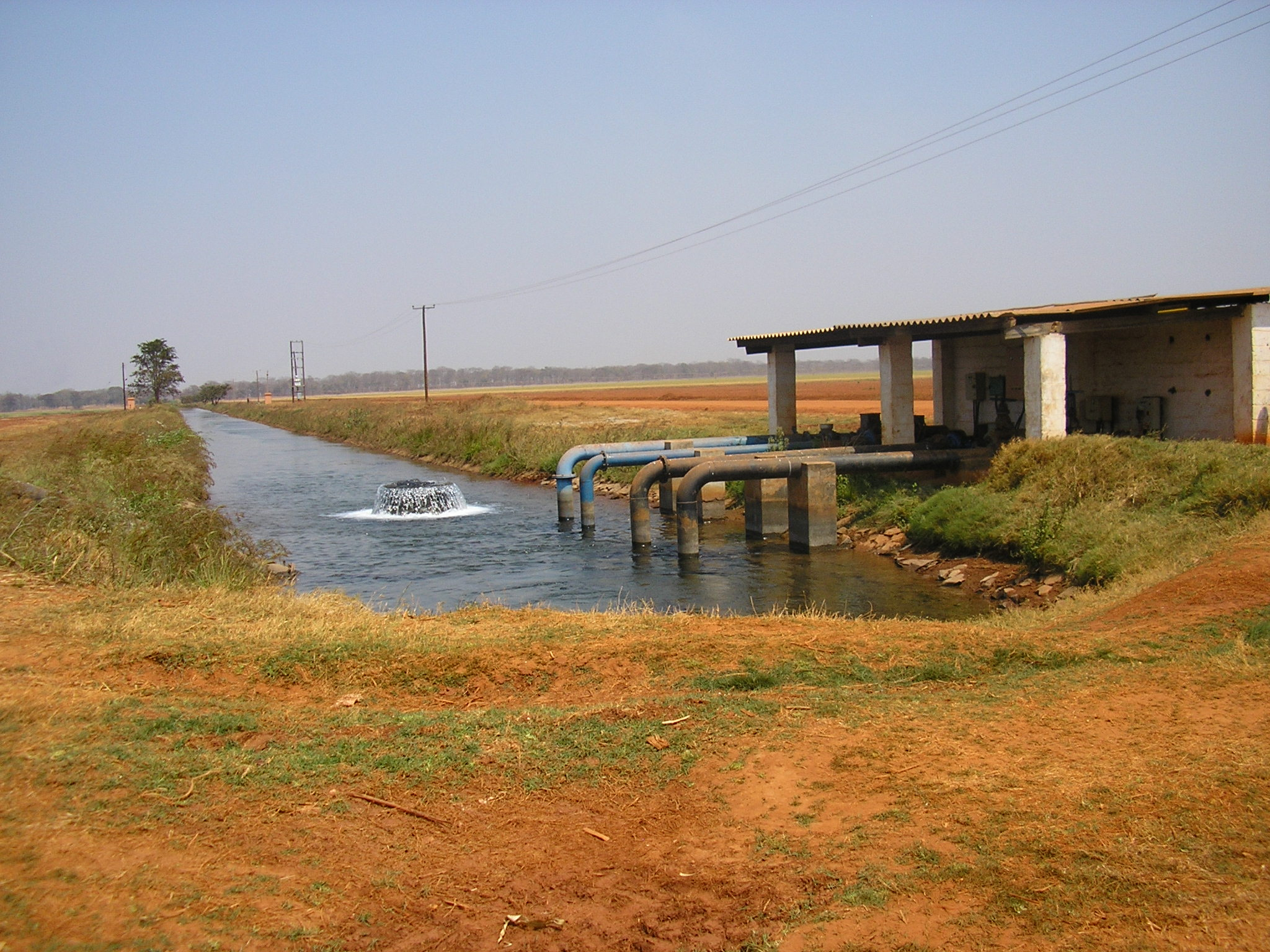
Canaux d'irrigation, 2005

## Mines
La Zambie est un grand exportateur de cuivre et de cobalt, mais les gisements sont de plus en plus inaccessibles et moins riches.
À partir de 2021, le gouvernement zambien pense à développer les extractions de cuivre pour répondre à la demande mondiale car la transition énergétique est gourmande en cuivre. L'idée étant de faire du cuivre "le pétrole du futur". La Zambie est d'ailleurs le deuxième plus grand producteur de cuivre en Afrique et le septième au monde.
En janvier 2021, les mines de Mopani qui appartiennent depuis 2000 au géant suisse Glencore, lourdement déficitaires, sont à nouveau nationalisées par le gouvernement zambien en échange d'un dollar symbolique ainsi que d'une reprise de dettes estimées à 1,5 million de dollars. L'objectif du gouvernement zambien étant de retrouver un investisseur.

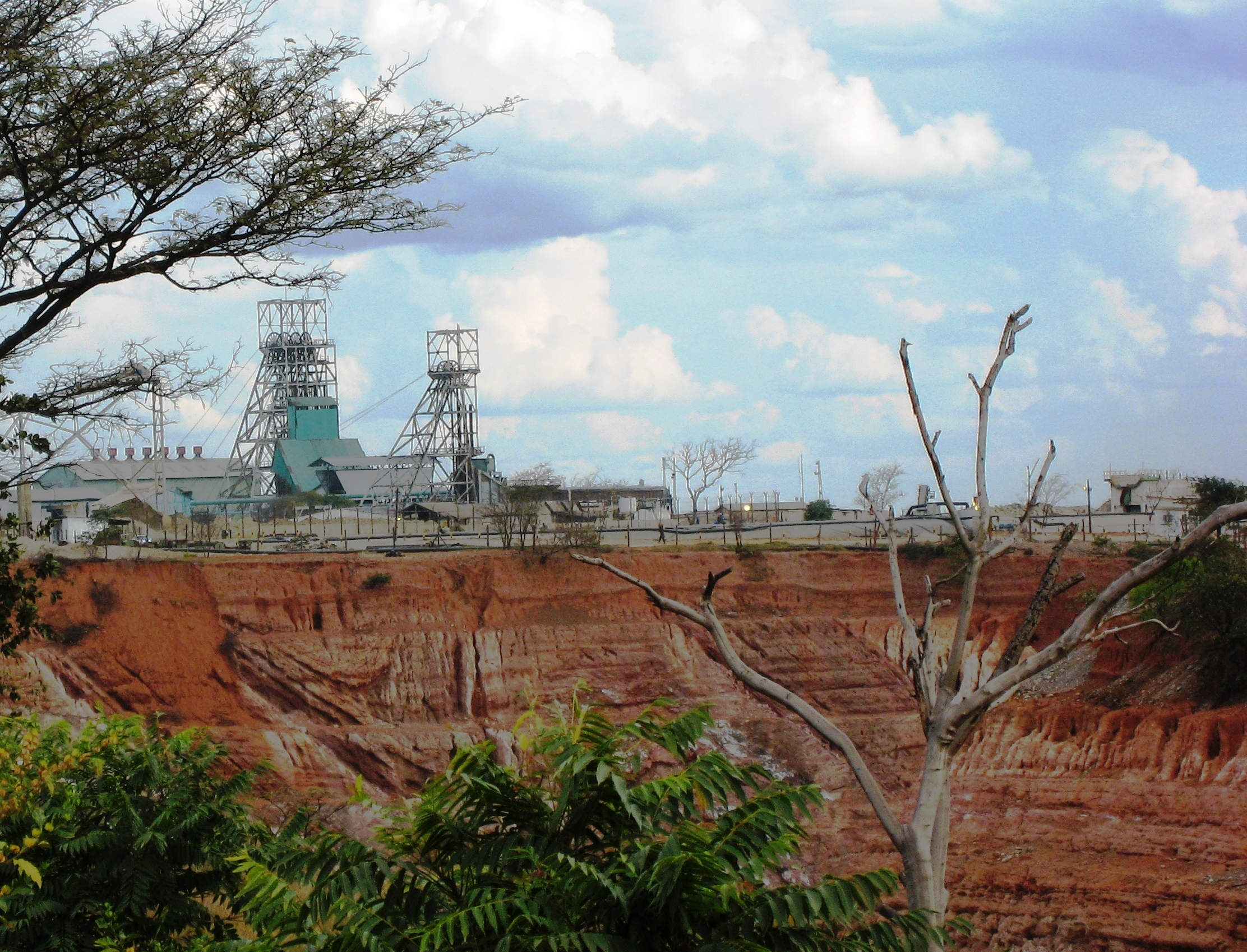
La mine de cuivre à ciel ouvert de Nkana, dans la province du Copperbelt.
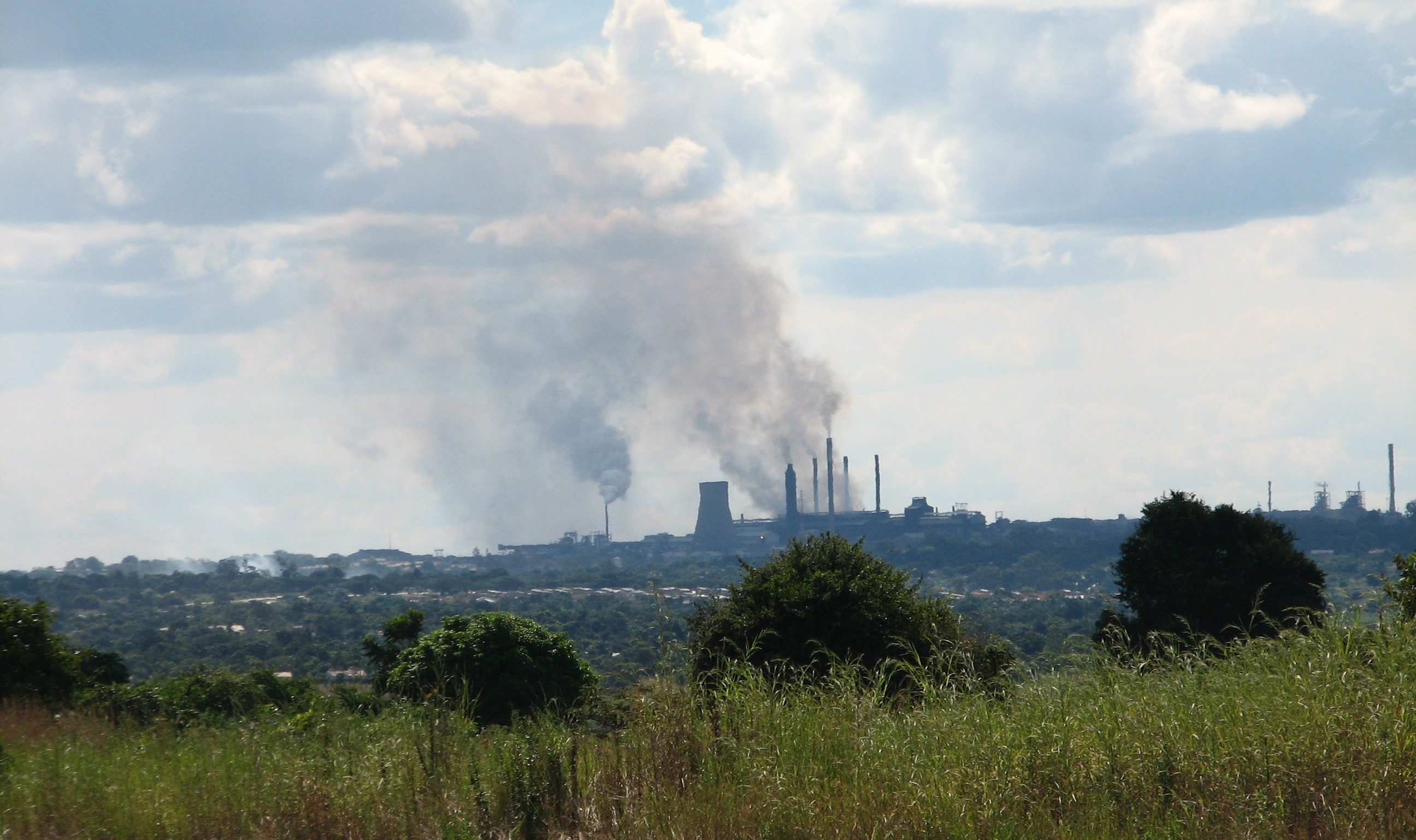
Ville minière de Kitwe, près de la mine de Nkana.

La Zambie est le deuxième plus grand producteur mondial d'émeraudes, avec ses gisements de la région de la rivière Kafubu (mines de Kagem) à environ 45 km (28 mi) au sud-ouest de Kitwe, responsables de 20 % de la production mondiale de pierres précieuses de qualité en 2004. Au cours du premier semestre 2011, les mines de Kagem ont produit 3,74 tonnes d'émeraudes.En avril 2022, Gemfields, l'actionnaire majoritaire de la mine, a enregistré un record de 42,3 millions de dollars américains lors d'une vente aux enchères à guichets fermés en mars/avril et depuis 2009, les pierres précieuses provenant de Kagem (émeraude et béryl) ont rapporté à Gemfields un chiffre d'affaires total de 792 millions de dollars américains, le produit étant entièrement rapatrié à Kagem en Zambie, toutes les redevances dues au gouvernement zambien étant payées sur le prix de vente total obtenu aux enchères.

## Services

### Commerces

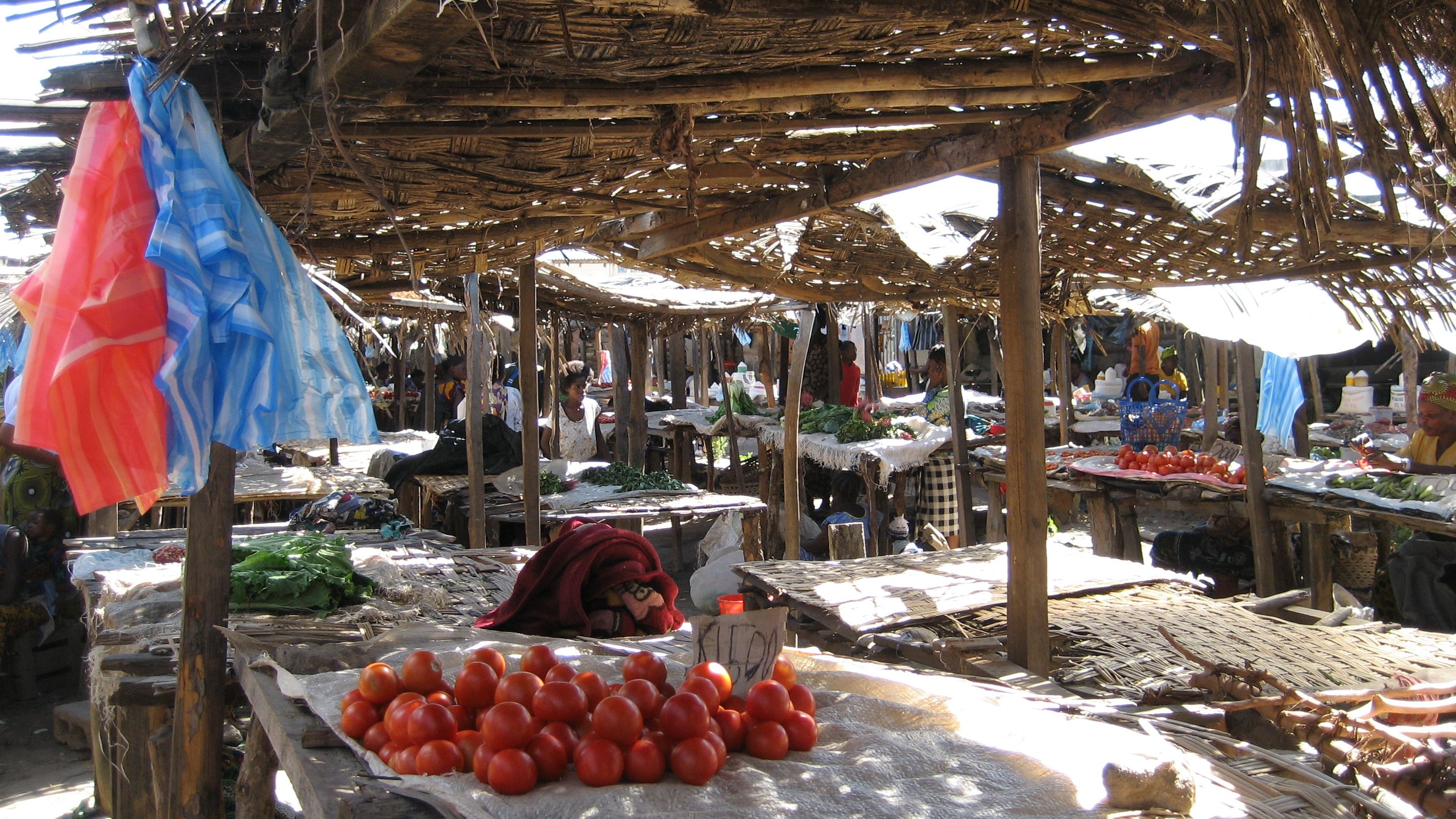
Place du marché à Mansa, dans la province de Luapula.
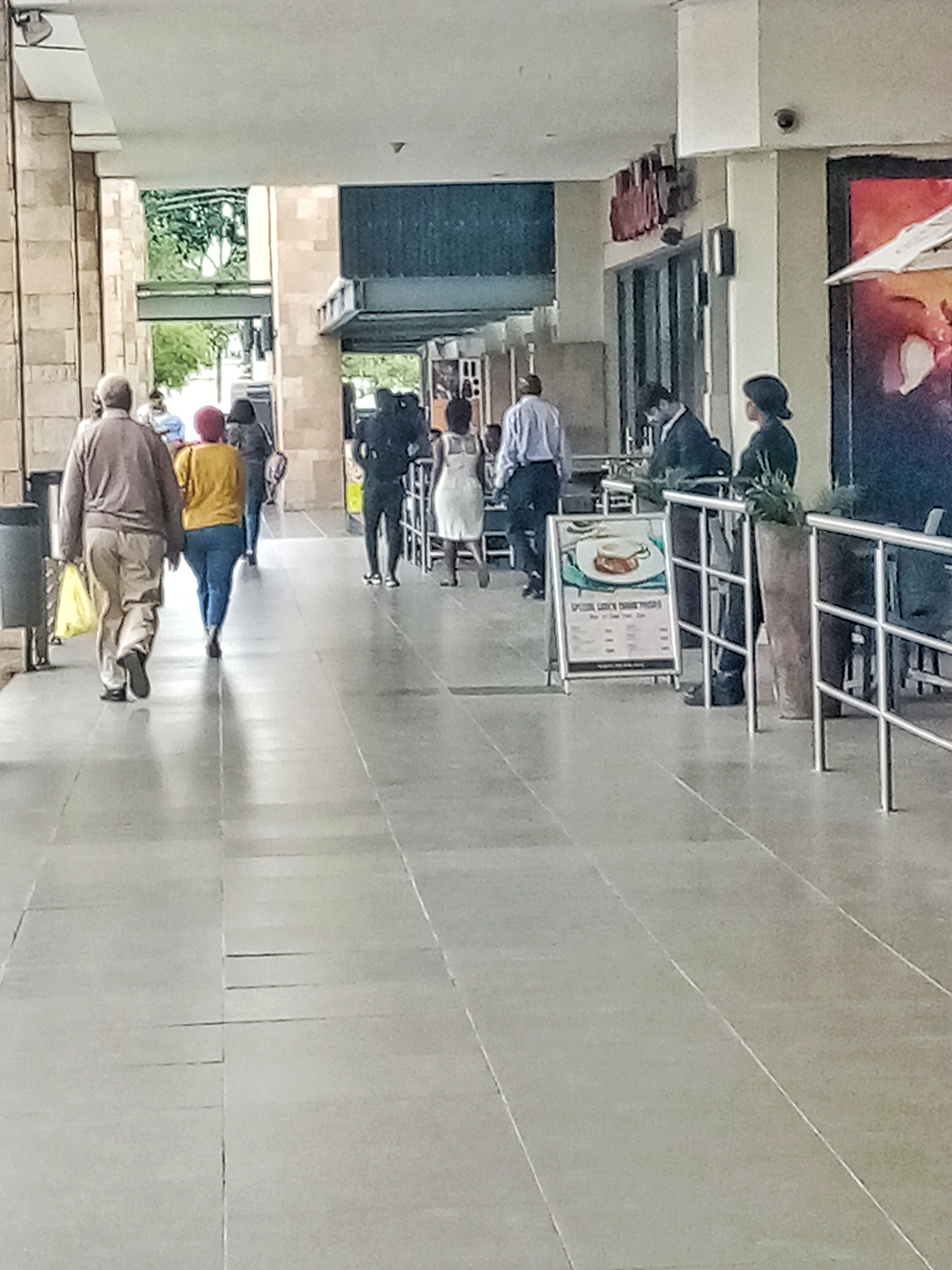
Centre commercial à Lusaka.

### Tourisme

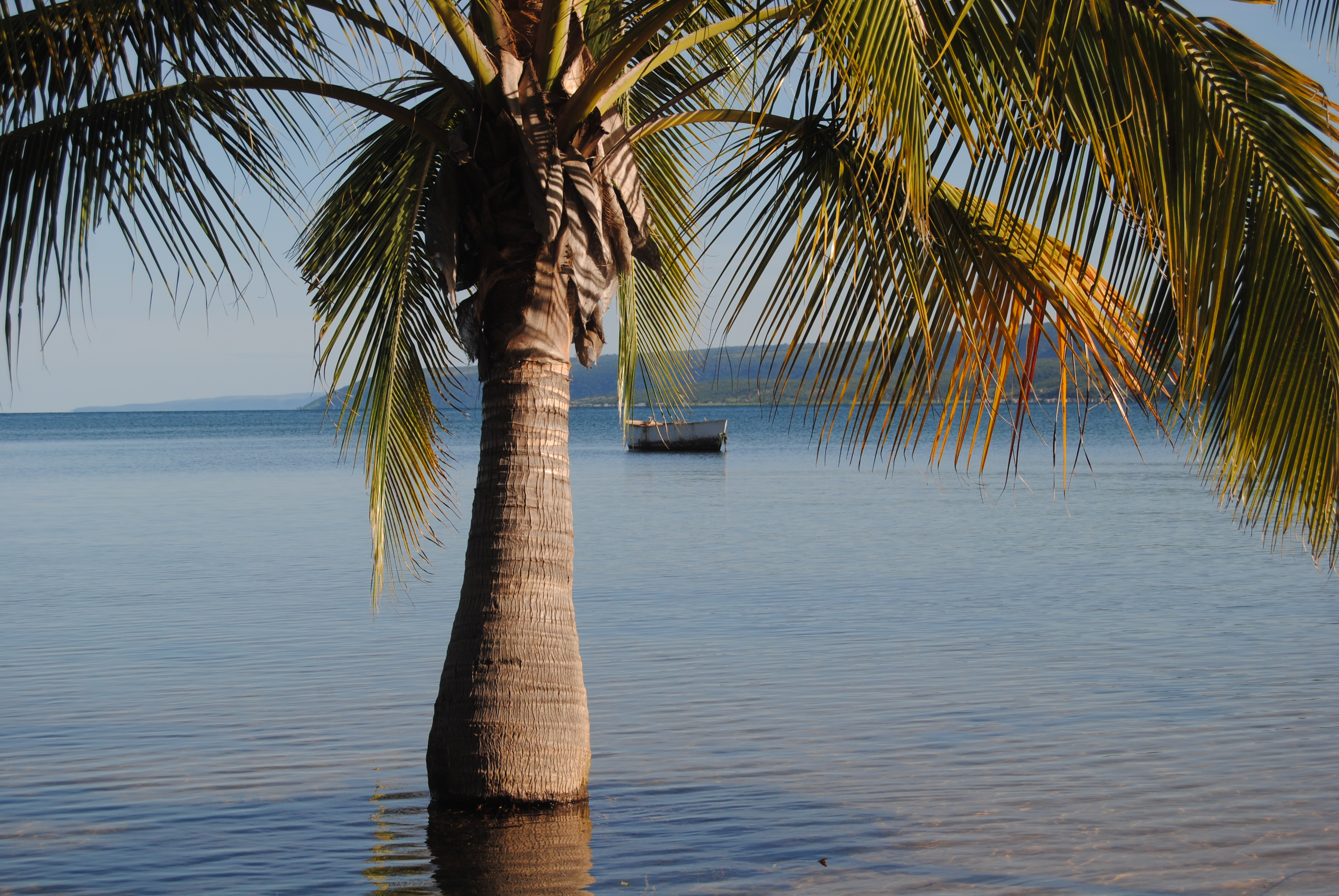
Vue sur le lac Tanganyika.

Les recettes touristiques de la Zambie proviennent généralement des touristes locaux et internationaux visitant les chutes Victoria à Livingstone, ainsi que ses attractions associées, telles que le musée de Livingstone et le parc national de Mosi-oa-Tunya. En juillet 2020, l'Association du tourisme de Livingstone a signalé que, pendant les fêtes des Héros et de l'Unité, le site touristique a accueilli un nombre record de visiteurs. 
Afin de promouvoir le tourisme local, la multinationale African Eagle Hotels a annoncé en mars 2021 la construction et l'ouverture d'un hôtel 2 étoiles et d'un hôtel 5 étoiles, d'un coût de 20 et 30 millions de dollars américains chacun, au Kasaba Bay Resort, dans le parc national de Nsumbu, d'ici 2023. En octobre 2021, dans le cadre de son budget national, le gouvernement a également alloué 150 millions de ZMW (8,6 millions de dollars américains) pour favoriser le développement de la baie de Kasaba, afin de stimuler le tourisme dans le circuit nord de la Zambie.

## Dette publique
La Zambie a accumulé fin 2020 une dette extérieure de 12 milliards de dollars, dont la moitié vient de créanciers privés. Presque un quart est dû à des prêteurs chinois. La Banque africaine de développement a évalué la dette publique zambienne à 80 % de son PIB en 2019, contre 35 % à la fin 2014.
En janvier 2023, la visite à Lusaka de Janet Yellen, secrétaire d'Etat du Trésor des Etats-Unis, vise à demander aux créanciers de la Zambie d'alléger le poids de la dette qui pèse sur le pays en défaut de paiement depuis 2020. 